# Jean Goguel
Pour les articles homonymes, voir Goguel.
Jean Goguel, né le 2 janvier 1908 et mort le 5 janvier 1987 à Paris, est un géologue et géophysicien français.

## Famille
Issu d'une famille de longue tradition protestante, Jean Marc Henri Victor Goguel est le fils de Maurice Goguel, professeur à la Sorbonne et doyen de la faculté de théologie protestante de Paris, et le frère de François Goguel et d'Élisabeth Labrousse, philosophe et historienne.

## Diplômes et titres
Polytechnicien de la promotion 1926, il est ingénieur au Corps des Mines en 1931, ingénieur en chef en 1942, ingénieur général en 1959. Il est docteur ès sciences en 1937.

## Hommage
Depuis 1997, tous les deux ans, le Comité français de géologie de l'ingénieur et de l'environnement décerne en la mémoire de son premier président le prix Jean Goguel. Cette récompense distingue de jeunes chercheurs ou professionnels dont les travaux intéressent le domaine de la géologie de l'ingénieur.

## Principales distinctions
- Officier de la Légion d'honneur (1959).
- Commandeur de l'ordre national du Mérite (1976).
- Prix James Hall de l'Académie des Sciences (1938).
- Prix Cuvier de l'Académie des Sciences (1948).
- Prix Prestwich de la Société géologique de France (1957).
- Première médaille Vermeil du BRGM (1977).
- Prix Gaudry de la Société géologique de France (1978).
- Grand prix scientifique de la Ville de Paris (1979).
- Médaille d'Or de la Société d'encouragement à l'industrie nationale (1979).
- Prix Alexandre Joannidès de l'Académie des Sciences(1980).
- Médaille d'Or Fourmarier de l'Académie Royale de Belgique (1984).

## Ouvrages (hors articles scientifiques)
- L'Homme dans l'univers, éditions Corréa, 1947.
- " Les Alpes de Provence ",  N° VIII, Actualités scientifiques et industrielles 1195, Géologie régionale de la France, Exposés publiés sous la direction de Albert F. Lapparent, chez Hermann & cie Éditeurs, Paris, 1953